# 高橋一三
高橋 一三（たかはし かずみ、1946年6月9日 - 2015年7月14日）は、広島県府中市出身のプロ野球選手（投手）・コーチ、解説者。

## 経歴
府中西小学校→第二中学校を経て、1962年に北川工業高校へ進学。2年次の1963年の秋季中国大会県予選ではエースとして決勝に進み、尾道商の小川邦和と投げ合い完封負けを喫するが、中国大会への出場権を獲得。しかし準々決勝で佐々木誠吾を擁する浜田高に敗れ、3年次の1964年春の選抜への出場を逃す。同年夏の大会も県予選で敗退し、甲子園には届かなかった。
1964年11月4日に読売ジャイアンツへ入団。この入団は当時の中国地区担当スカウトの木戸美摸の尽力によるものである。当初、木戸は1963年春の甲子園優勝投手である下関商業の池永正明の獲得を目指していたが、高橋の評判を聞きつけ、池永にはない魅力を感じて面会した。面会に同席した教師が「先にこれを見て下さい」と横綱・柏戸の手形が押された色紙を持参し、高橋が手を手形に合わせると指がはみ出した。木戸が「こんな大きな手を見たことがない」と驚くと、「どうです。ヤツデみたいにでかいでしょう」と教師は答え、木戸はこの瞬間に第一ターゲットを池永から高橋に変えたという。なお、高橋は巨人と同時に近鉄とも入団交渉を進めたため、二重契約とマスコミに騒ぎ立てられ、北川工業は1年間の対外試合禁止処分を受けた。当時の近鉄スカウト・荒井健は「ウチを始め7～8球団が高橋をマークしています。ウチが一番有力です」と話していた。
1年目の1965年は新人ながら4月15日の阪神戦（甲子園）で早くも初登板を果たすが、5月11日の広島戦（兼六園）で3番・興津達雄、6番・藤井弘に2打席連続アベック本塁打を浴び、即二軍落ち。再び一軍に上げられたのは1年後であり、後に「若い時、毎日地獄を見たおかげで、現役で19年も飯を食えました」と話している。
2年目の1966年から一軍に定着し、1969年には右打者の外角へ鋭く曲がるスクリューボールを習得。22勝5敗、防御率2.21（リーグ4位）の好成績を挙げ、最多勝利、最高勝率、沢村賞、ベストナインと多数のタイトルを獲得。同年の阪急との日本シリーズでは4試合に登板し、第2戦では延長10回に長池徳二にサヨナラ適時打を喫するが、最終第6戦で宮本幸信と投げ合い完投勝ち。自身の日本シリーズ初勝利で胴上げ投手となり、同シリーズの最優秀投手賞を獲得した。以降5年連続2桁勝利を記録するなど、1学年下の堀内恒夫と共に、V9時代の巨人投手陣の主力として活躍。エースである堀内と遜色ない成績を残していたため、“第二のエース”という意味で『左のエース』という呼び名で呼ばれた。今日、当たり前の野球用語として定着しているこの呼称は高橋から使われるようになったものである。
1973年にも23勝12敗、防御率2.21（リーグ2位）を記録し、2度目の沢村賞とベストナインを獲得。1974年は4年ぶりの開幕投手となり2失点完投するも引き分けに終わると、全く勝てなくなり7月上旬まで開幕9連敗を喫す。その後も調子は上がらず、シーズンでもわずか2勝（11敗）で、規定投球回にも達せず防御率5.12と全くの不振に終わった。1975年もチームが最下位に沈む不振の中で6勝しかあげられず復活はならなかった。
同年オフの11月25日に張本勲との交換トレードで、富田勝と共に日本ハムファイターズへ移籍。日本ハムではローテーション投手に復活して10勝を挙げるが、1978年に腰を痛め僅か2勝に終わる。ハリ、マッサージ、電気治療、整体と当時のあらゆる治療を試みても「朝起きて1時間は動けない」程悪化した症状に一度は引退を覚悟するが、大沢啓二監督の意向により現役を続行。腰の悪化は「もう野球はできない。（球団に）もう1年様子を見させてくれ、なんてとても言えない」と本人も語る程悪かったという。当時のファイターズの契約更改は選手が球団に行くのではなく、まず球団が選手に契約書を郵送から始まっていた。そのため契約書が送られなければ契約しないと分かるようになっていたため高橋は送られてこないと覚悟していたところ、契約書が郵送されて驚いたと語っている。落ちた球速を補うために、制球力に磨きをかけると共にシンカーを習得。
1980年は9勝を挙げて見事に復活し、1981年にはチーム2番目の勝ち星となる14勝、リーグ3位の防御率2.94を記録し、チーム19年ぶりのパ・リーグ優勝に大きく貢献。古巣の巨人と対戦した日本シリーズでは第1戦と第5戦に先発したが、0勝1敗に終わっている。
1983年の開幕前に左脚を肉離れして十分な練習ができず、同年11月10日に現役を引退。この年は年初より当時9人しか達成者がいなかった通算2000奪三振を目標にしており、シーズン129試合目となる最終登板前の時点であと5個まで迫っていた。しかし、この試合で3イニングスを投げて2個の奪三振に留まり、あと3個届かなかった。わずか3個で目標を達成できなかったことは非常に心残りであったらしく、引退後も三振を奪う夢を見てうなされることがあったという。
現役時代は、その名前とカウント1ストライク3ボールからでも打者を打ち取るその粘り強さからワンスリーと呼ばれ、また極端な怒り肩であったことから衣紋掛けという渾名でも呼ばれていた。

### 引退後
引退後は巨人で二軍投手コーチ（1984年 - 1986年, 1995年 - 1996年, 2002年 - 2003年）・一軍投手コーチ（1987年 - 1989年）・二軍監督（2004年 - 2005年）、日本ハムで一軍投手コーチ（1990年 - 1994年）を務めた。巨人コーチ2期目と3期目の間にはアール・エフ・ラジオ日本「ジャイアンツナイター」解説者（1997年 - 2001年）、2001年にはシダックス臨時コーチを務め、入社1年目の武田勝のフォームを指導し、フォームを変えるヒントを与えた。
日本ハムコーチ時代の1990年にはBクラスながら、2桁勝利を挙げた投手を5人出す（西崎幸広・柴田保光・松浦宏明・酒井光次郎・武田一浩）など評価は高く、1991年に近藤貞雄が監督を辞任した際には次期監督の有力候補に挙がり、一部では「内定」の報道もされたが、本社サイドが高橋の監督就任に難色を示し、同年は土橋正幸が監督に就任、1993年には大沢が復帰したため、監督への就任はならなかった。また、岩本勉のイップス克服に大きな影響を与えたという。
2009年3月9日には山梨学院大学監督に就任する事が発表され、3月23日に就任会見が行われた。2014年春に体調不良のため、途中で退任し顧問を務めていた。後任にはコーチの伊藤彰が就任した。
2015年7月14日、心不全のため東京都内の病院で死去した。69歳没。

## 選手としての特徴
「投手はなで肩でないと大成しない」とされた球界の定説を一蹴したとされる人物。
中学・高校時代の同僚は、球速はあったがコントロールが悪く、名前のとおりにカウントが（1-3）になることが多かったと述べている。巨人時代は真上から投げ下ろす速球、落差の大きなカーブと右打者の外角へ逃げるシュートが武器であった。1970年代前半、指に特殊な装置をつけて球速を測定した際に156.46km/hを記録した。これは、スピードガン出現以前に実際の球速が直接測定された貴重なデータでもあった。剛速球を売りにしていたことがある堀内恒夫は「当時はスピードガンなんて便利な機械はなかったけど、150km/hをオーバーしたのはぼくとカズミさん（高橋）だけだったはずです」と述べている。
但し現役後半の日本ハム時代には極端に球速が落ち、スコアボードでのスピードガンの球速表示が始まった頃、阪急西宮球場で高橋が全力で投げたストレートが、阪急のピッチャーのカーブの球速と同じ表示で、チームメイトだった江夏豊に腹を抱えて笑われたことがあるという。
もっとも、このファイターズ時代の腰を痛めていた時期に敗戦処理やワンポイントリリーフでの登板を通じ、球速に頼らず制球力とシンカー、スクリューボール等の緩い変化球で巧みにバッターを打ち取る新しい投球スタイルを確立していった。これについて高橋は後年、「もしジャイアンツの選手のままだったら、結果を出すことだけを求められ続けるため、腰を痛めた時に引退していただろう」と、巨人というチームの体質について触れながら、放出されたことが結果的に自分の野球人生にはプラスになったと語っている。
王貞治は「真っすぐとカーブが主流であった時代、右打者の外に落ちるスクリューボールを武器に活躍した。今の左投手の原型をつくった投手」と評した。
巨人時代は対阪神戦に非常に強かった。巨人時代の通算110勝のうち34勝を阪神から挙げており、特に1969年は7勝0敗という非常に高い勝率を記録している。
胴上げ投手を9度経験という日本記録を持っている（レギュラーシーズン5度、日本シリーズ4度）。特に1973年は、阪神とのセ・リーグ優勝をかけたシーズン最終戦を完封勝利で飾る劇的な胴上げとなった。ただし、このときは試合終了直後に、阪神が惨敗で優勝を逃したことに激高した観衆がグラウンドに乱入して巨人の選手に暴行する騒ぎとなり、実際の胴上げは宿舎で行われている。
満塁での場面で四球で押し出しによるサヨナラ負けを3度記録している。このうち、1969年と1971年にはヤクルトの大塚徹を押し出しサヨナラ四球を与えている。
巨人入団から1970年までは高橋明、1973年から1975年までは高橋善正、日本ハム移籍後の1976年から1980年までは高橋直樹、1981年から引退する1983年までは高橋里志と、近い世代の高橋姓の好投手がチームメートにいたことが多く、1971年から1975年までは外野手で高橋英二も巨人に在籍していたため（このほか1976年には高橋博士、1980年～1983年には高橋正巳も）スコアボード表記が姓だけの「高橋」になったことが19年間で一度もない。

## 家族・人間関係
- 妻は元女優の橘和子[13]。橘の姉で、同じく女優だった姿美千子の夫でもある巨人時代の同僚・倉田誠とは義理の兄弟にあたる。
- 巨人時代の同僚であった堀内とはその当時からの親友同士として知られている[11]。巨人時代には毎日のように一緒に夜遊びに出かけていたが、『悪太郎』のイメージの強い堀内が内外から激しく叩かれていたのに対し、堀内と同じだけ遊んでいたはずの高橋は、自身の優等生的なイメージもあって、事実上何の非難も浴びせられなかったという。
- 高校の2年後輩に伊原春樹がいる。プロでは惜しいところで同僚とはならなかった（例：1975年オフに、高橋が日本ハムへ移籍したのと入れ替わりに伊原が太平洋クラブから巨人入り）。
- 故郷の府中市を大切にしており、2度受賞した沢村賞のトロフィーは母校（旧府中市西小学校：2015年現在廃校）に寄贈している[1]。高校野球部のOB会にも度々出席し、地元の少年野球の指導も行なっていた[1]。

## 影響
アニメ版の『巨人の星』において、主人公・星飛雄馬の巨人に入団してからのピッチングフォームは、当時の左のエースだった高橋をモデルとした。当アニメの制作を手がけた読売テレビプロデューサー・佐野寿七は「巨人に入団してからの飛雄馬のピッチングフォームは、当時の左のエースだった高橋一三をモデルにしました。多摩川グラウンドで投げてるところをカメラで撮影して、それを参考にアニメしました。当時まだ売り出し中だった新浦壽夫をモデルに、という声もありましたが、結局は高橋一三になりました」と話している。

## 詳細情報

### 年度別投手成績
| 年 度      | 球 団      | 登 板 | 先 発 | 完 投 | 完 封 | 無 四 球 | 勝 利 | 敗 戦 | セ 丨 ブ | ホ 丨 ル ド | 勝 率 | 打 者 | 投 球 回 | 被 安 打 | 被 本 塁 打 | 与 四 球 | 敬 遠 | 与 死 球 | 奪 三 振 | 暴 投 | ボ 丨 ク | 失 点 | 自 責 点 | 防 御 率 | W H I P |
| ---------- | ---------- | ----- | ----- | ----- | ----- | -------- | ----- | ----- | -------- | ----------- | ----- | ----- | -------- | -------- | ----------- | -------- | ----- | -------- | -------- | ----- | -------- | ----- | -------- | -------- | ------- |
| 1965       | 巨人       | 3     | 0     | 0     | 0     | 0        | 0     | 0     | --       | --          | ----  | 31    | 6.0      | 8        | 4           | 5        | 0     | 0        | 5        | 0     | 0        | 6     | 6        | 9.00     | 2.17    |
| 1966       | 巨人       | 19    | 10    | 2     | 0     | 0        | 6     | 5     | --       | --          | .545  | 308   | 74.2     | 56       | 7           | 34       | 1     | 2        | 53       | 1     | 0        | 18    | 18       | 2.17     | 1.21    |
| 1967       | 巨人       | 28    | 15    | 2     | 0     | 0        | 6     | 7     | --       | --          | .462  | 426   | 104.1    | 87       | 11          | 31       | 1     | 3        | 89       | 1     | 0        | 45    | 36       | 3.11     | 1.13    |
| 1968       | 巨人       | 48    | 10    | 4     | 0     | 0        | 7     | 3     | --       | --          | .700  | 520   | 126.1    | 107      | 14          | 44       | 4     | 2        | 94       | 0     | 0        | 48    | 35       | 2.49     | 1.20    |
| 1969       | 巨人       | 45    | 27    | 19    | 3     | 2        | 22    | 5     | --       | --          | .815  | 1018  | 256.0    | 180      | 25          | 83       | 2     | 9        | 221      | 3     | 0        | 67    | 63       | 2.21     | 1.03    |
| 1970       | 巨人       | 35    | 32    | 10    | 5     | 1        | 12    | 10    | --       | --          | .545  | 890   | 215.0    | 167      | 23          | 89       | 3     | 6        | 180      | 2     | 0        | 77    | 71       | 2.97     | 1.19    |
| 1971       | 巨人       | 41    | 27    | 13    | 1     | 0        | 14    | 7     | --       | --          | .667  | 904   | 226.2    | 164      | 28          | 72       | 4     | 6        | 151      | 4     | 1        | 80    | 74       | 2.94     | 1.04    |
| 1972       | 巨人       | 43    | 30    | 11    | 0     | 0        | 12    | 11    | --       | --          | .522  | 895   | 214.1    | 172      | 22          | 113      | 6     | 3        | 170      | 3     | 0        | 81    | 71       | 2.98     | 1.33    |
| 1973       | 巨人       | 45    | 37    | 24    | 7     | 2        | 23    | 13    | --       | --          | .639  | 1247  | 306.1    | 215      | 32          | 139      | 12    | 9        | 238      | 5     | 0        | 82    | 75       | 2.21     | 1.16    |
| 1974       | 巨人       | 37    | 22    | 2     | 1     | 0        | 2     | 11    | 0        | --          | .154  | 547   | 121.1    | 136      | 13          | 51       | 10    | 8        | 75       | 1     | 0        | 74    | 69       | 5.12     | 1.54    |
| 1975       | 巨人       | 39    | 18    | 2     | 1     | 0        | 6     | 6     | 0        | --          | .500  | 519   | 115.2    | 124      | 9           | 54       | 8     | 5        | 88       | 3     | 0        | 50    | 46       | 3.58     | 1.54    |
| 1976       | 日本ハム   | 38    | 25    | 8     | 2     | 0        | 10    | 12    | 3        | --          | .455  | 786   | 188.2    | 169      | 20          | 70       | 3     | 18       | 140      | 1     | 0        | 81    | 71       | 3.39     | 1.27    |
| 1977       | 日本ハム   | 34    | 19    | 7     | 3     | 1        | 6     | 10    | 4        | --          | .375  | 597   | 140.1    | 133      | 15          | 39       | 3     | 12       | 108      | 3     | 1        | 73    | 57       | 3.66     | 1.23    |
| 1978       | 日本ハム   | 13    | 7     | 3     | 0     | 0        | 2     | 2     | 0        | --          | .500  | 195   | 48.0     | 36       | 4           | 17       | 0     | 3        | 34       | 0     | 0        | 20    | 20       | 3.75     | 1.10    |
| 1979       | 日本ハム   | 18    | 8     | 0     | 0     | 0        | 3     | 4     | 0        | --          | .429  | 196   | 43.2     | 49       | 9           | 11       | 0     | 3        | 26       | 1     | 1        | 27    | 25       | 5.15     | 1.37    |
| 1980       | 日本ハム   | 33    | 21    | 6     | 2     | 1        | 9     | 7     | 4        | --          | .563  | 733   | 177.1    | 170      | 26          | 49       | 0     | 5        | 112      | 2     | 0        | 78    | 70       | 3.55     | 1.23    |
| 1981       | 日本ハム   | 26    | 25    | 12    | 1     | 2        | 14    | 6     | 0        | --          | .700  | 826   | 198.2    | 185      | 12          | 41       | 0     | 9        | 110      | 1     | 1        | 78    | 65       | 2.94     | 1.14    |
| 1982       | 日本ハム   | 26    | 19    | 2     | 0     | 1        | 7     | 8     | 0        | --          | .467  | 496   | 113.2    | 126      | 23          | 42       | 1     | 3        | 53       | 0     | 0        | 71    | 66       | 5.23     | 1.48    |
| 1983       | 日本ハム   | 24    | 15    | 1     | 0     | 0        | 6     | 5     | 1        | --          | .545  | 436   | 101.0    | 114      | 11          | 23       | 0     | 4        | 50       | 2     | 0        | 51    | 45       | 4.01     | 1.36    |
| 通算：19年 | 通算：19年 | 595   | 367   | 128   | 26    | 10       | 167   | 132   | 12       | --          | .559  | 11570 | 2778.0   | 2398     | 308         | 1007     | 58    | 110      | 1997     | 33    | 4        | 1107  | 983      | 3.18     | 1.23    |

- 各年度の太字はリーグ最高

### タイトル
- 最多勝利：1回 （1969年）
- 最多奪三振：1回 （1973年）  ※当時連盟表彰なし、セントラル・リーグでは、1991年より表彰
- 最高勝率：1回 （1969年）

### 表彰
- 沢村栄治賞：2回 （1969年、1973年）
- ベストナイン：2回 （1969年、1973年）
- 最優秀投手：2回 （1969年、1973年）
- 日本シリーズ最優秀投手賞：1回 （1969年）
- パ・リーグプレーオフ優秀選手賞：1回 （1981年）

### 記録
初記録
- 初登板：1965年4月15日、対阪神タイガース2回戦（阪神甲子園球場）、6回裏に3番手で救援登板、2回無失点
- 初奪三振：同上、6回裏に藤本勝巳から
- 初勝利：1966年6月21日、対サンケイアトムズ10回戦（明治神宮野球場）、6回裏に2番手で救援登板・完了、4回無失点
- 初先発・初完投勝利：1966年7月1日、対阪神タイガース12回戦（札幌市円山球場）、9回1失点
- 初完封勝利：1969年4月27日、対広島東洋カープ3回戦（広島市民球場）
- 初セーブ：1976年6月6日、対近鉄バファローズ前期10回戦（後楽園球場）、8回表1死に2番手で救援登板・完了、1回2/3を無失点

節目の記録
- 1000奪三振：1973年5月6日、対中日ドラゴンズ6回戦（後楽園球場）、7回表に井上弘昭から　※史上46人目
- 100勝：1973年9月29日、対大洋ホエールズ24回戦（後楽園球場）、先発登板で6回4失点　※史上59人目
- 1500奪三振：1976年9月23日、対近鉄バファローズ後期13回戦（後楽園球場）、8回表に伊勢孝夫から　※史上24人目
- 500試合登板：1980年7月4日、対ロッテオリオンズ後期1回戦（川崎球場）、9回裏に3番手で救援登板・完了、2回無失点　※史上43人目
- 150勝：1981年8月1日、対近鉄バファローズ後期5回戦（札幌市円山球場）、先発登板で7回0/3を4失点　※史上34人目

その他の記録
- オールスターゲーム出場：6回 （1969年 - 1971年、1973年、1977年、1981年）

### 背番号
- 46 （1965年 - 1966年）
- 21 （1967年 - 1975年）
- 18 （1976年 - 1983年）
- 80 （1984年 - 1989年）
- 83 （1990年 - 1994年）
- 86 （1995年 - 1996年）
- 74 （2002年 - 2005年）

## 関連情報

### 出演
テレビドラマ
- 君は海を見たか 第5回（1970年、NTV） - 長嶋茂雄、王貞治とともに特別出演[30]

ラジオ
- ラジオ日本ジャイアンツナイター